# Sie werden aus Saba alle kommen, BWV 65

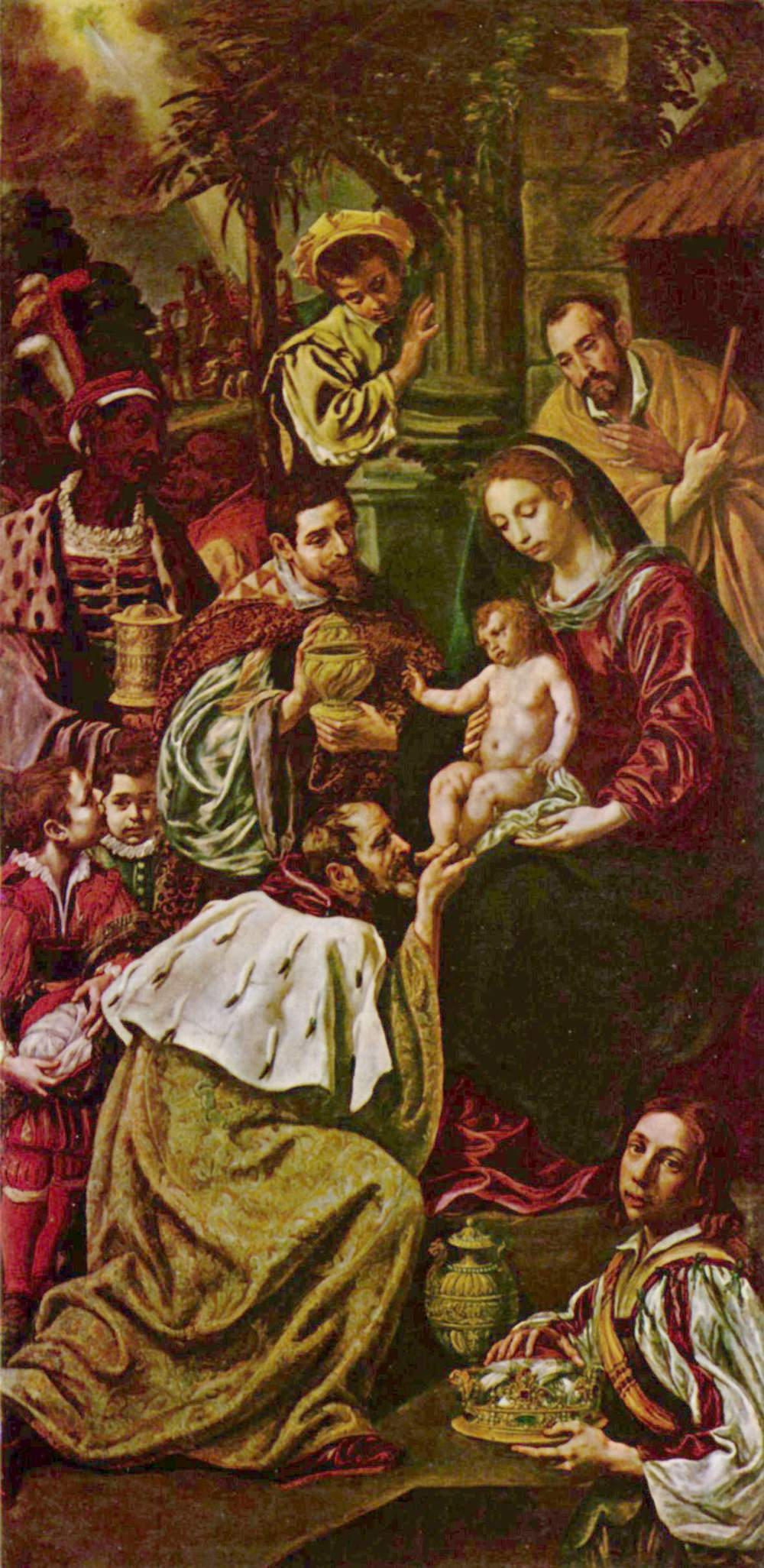
Adoración de los Magos de Luis Tristán.

Sie werden aus Saba alle kommen, BWV 65 (Todos vendrán de Saba) es una cantata de iglesia escrita por Johann Sebastian Bach en Leipzig para la Epifanía y estrenada el 6 de enero de 1724.

## Historia
Bach compuso esta obra durante su estancia como Thomaskantor en Leipzig para el tercer día de Navidad. Con esta cantata concluyó su primer grupo de cantatas para la temporada navideña. Él interpretó cinco cantatas, Christen, ätzet diesen Tag, BWV 63 (posiblemente escrita en 1713) y las nuevas obras Darzu ist erschienen der Sohn Gottes, BWV 40, Sehet, welch eine Liebe hat uns der Vater erzeiget, BWV 64, Singet dem Herrn ein neues Lied, BWV 190 y Mein liebster Jesus ist verloren, BWV 154. 
La cantata fue interpretada por primera vez el 6 de enero de 1724. Bach escribió su Oratorio de Navidad en 1734, que fue estrenado el 6 de enero de 1735. La cuarta parte de esta pieza, Herr, wenn die stolzen Feinde schnauben, se dedica a este mismo tema y ocasión.

## Análisis

### Texto
Las lecturas establecidas para ese día eran del libro de Isaías, los gentiles se convertirán (Isaías 60:1-6), y del evangelio según San Mateo, los hombres sabios de Oriente trayendo regalos de oro, incienso y mirra al Jesús recién nacidos (Mateo 2:1-12).
El poeta desconocido del texto de la cantata pudo ser el mismo que para BWV 40 y BWV 64 para el segundo y tercer días de Navidad. Empieza con el verso final de la lectura, la profecía de Isaías "todos ellos de Saba vendrán: traerán oro e incienso". El poeta yuxtapone la predicción mediante un coral, la cuarta estrofa del antiguo anónimo "Ein Kind geborn zu Bethlehem" ("Puer natus in Bethlehem", "Un bebé ha nacido en Belén", 1543), que describe la llegada de "Kön'ge aus Saba" (los Reyes de Saba), relacionado con el evangelio. El primer recitativo proclama que el evangelio es la realización de la profecía y concluye que es deber del cristiano llevar su corazón como un regalo a Jesús. Esta idea es el tema del aria siguiente. El segundo recitativo equipara los regalos de la fe al oro, la oración al incienso y la paciencia a la mirra, que se amplía de nuevo en el aria. La cantata finaliza con la décima estrofa del himno "Ich hab in Gottes Herz und Sinn" de Paul Gerhardt.

### Instrumentación
La obra está festivamente escrita para dos voces solistas (tenor y bajo), un coro a cuatro voces; dos trompas, dos flautas dulces, dos oboes da caccia, dos violines, viola y bajo continuo. El título dado por Bach fue: J. J. Festo Epiphan: Concerto. à 2 Core du Chasse. 2 Hautb: da Caccia. | due Fiauti 2 Violini è Viola con 4 Voci. Bach empleó también un par de trompas en sus cantatas para Navidad Darzu ist erschienen der Sohn Gottes, BWV 40 en 1723 y Gelobet seist du, Jesu Christ, BWV 91 en 1724, así como en la cuarta parte de su Oratorio de Navidad, BWV 248.

### Estructura
Consta de siete movimientos.
1. Coro: Sie werden aus Saba alle kommen
2. Coral: Die Kön'ge aus Saba kamen dar
3. Recitativo (bajo): Was dort Jesaias vorhergesehn
4. Aria (bajo): Gold aus Ophir ist zu schlecht
5. Recitativo (tenor): Verschmähe nicht, du, meiner Seele Licht
6. Aria (tenor): Nimm mich dir zu eigen hin
7. Coral: Ei nun, mein Gott, so fall ich dir

El coro inicial representa que "alle" (todos), no sólo los tres Magos, se reúnen y se dirigen a adorar. Las señales de la trompa llaman primero y prevalecen a lo largo del movimiento, los desarrollos canónicos e imitativos ilustran el crecimiento de la multitud. La sección central es una fuga coral extendida, enmarcado por dos secciones con las voces incrustadas en una repetición de la introducción instrumental. John Eliot Gardiner señaló en conexión con su Bach Cantata Pilgrimage que la instrumentación se asemeja a la música de próximo oriente. Las flautas representan "los tonos agudos a menudo asociados con la música oriental y los oboes da caccia (en el registro de tenor) para evocar los instrumentos de doble caña de tipo chirimía (como la salamiya y la zurna) del Cercano Oriente".
En contraste, la melodía arcaica del coral siguiente que trata sobre los tres reyes de Saba, está escrita a cuatro voces. Ambos recitativos son secco y las arias carecen de da capo. El primer recitativo adapta la situación al cristiano individual, que no tiene nada que ofrecer como regalo más que su corazón, se explica en un desenlace en arioso. La primera aria va acompañada por los oboes da caccia, cuyo registro grave junto con la voz de bajo transmite la humildad expresada en el texto. El recitativo de tenor termina con la noción "des größten Reichtums Überfluß mir dermaleinst im Himmel werden" (la abundancia de la mayor riqueza deberá algún día ser mía en el Cielo). Para mostrar esta abundancia la siguiente aria similar a una danza va acompañada por todos los instrumentos de viento, tocando de forma concertante y juntos. El coral de cierre es cantado sobre la melodía de "Was mein Gott will, das g’scheh allzeit", que Bach empleó con frecuencia más tarde, como base para su cantata coral BWV 111 y el movimiento 25 de su Pasión según San Mateo.

## Discografía selecta
De esta pieza se han realizado una serie de grabaciones entre las que destacan las siguientes.
- 1952 – Bach Made in Germany Vol. 1: Cantatas I. Günther Ramin, Thomanerchor, Gewandhausorchester Leipzig, Gert Lutze, Johannes Oettel (Eterna)
- 1952 – Les Grandes Cantates de J.S. Bach Vol. 6. Fritz Werner, Heinrich-Schütz-Chor Heilbronn, Pforzheim Chamber Orchestra, Helmut Krebs, Franz Kelch (Eterna)
- 1950s – J.S. Bach: Cantata BWV 65. Marcel Couraud, Stuttgarter Bach-Chor, Badische Staatskapelle, Theo Altmeyer, Franz Crass (Philips)
- 1960 – J.S. Bach: Cantatas BWV 46 & 65. Helmut Kahlhöfer, Kantorei Barmen-Gemarke, Barmen Chamber Orchestra, Georg Jelden, Theo Altmeyer, Jakob Stämpfli (Cantate)
- 1967 – Bach Cantatas Vol. 1. Karl Richter, Münchener Bach-Chor, Münchener Bach-Orchester, Ernst Haefliger, Theo Adam (Archiv Produktion)
- 1977 – J.S. Bach: Das Kantatenwerk Vol. 4. Nikolaus Harnoncourt, Tölzer Knabenchor, Concentus Musicus Wien, Kurt Equiluz, Ruud van der Meer (Teldec)
- 1979 – Die Bach Kantate Vol. 21. Helmuth Rilling, Gächinger Kantorei, Bach-Collegium Stuttgart, Adalbert Kraus, Wolfgang Schöne (Hänssler)
- 1998 – J.S. Bach: Complete Cantatas Vol. 8. Ton Koopman, Amsterdam Baroque Orchestra & Choir, Jörg Dürmüller, Klaus Mertens (Antoine Marchand)
- 2000 – Bach Cantatas Vol. 18. John Eliot Gardiner, Monteverdi Choir, English Baroque Soloists, James Gilchrist, Peter Harvey (Soli Deo Gloria)
- 2002 – J.S. Bach: Cantatas Vol. 21. Masaaki Suzuki, Bach Collegium Japan, James Gilchrist, Peter Kooy (BIS)
- 2006 – J.S. Bach: Cantatas for the Complete Liturgical Year Vol. 4. Sigiswald Kuijken, La Petite Bande, Elisabeth Hermans, Petra Noskaiová, Jan Kobow, Jan van der Crabben (Accent)